# Sonnenprisma
Als Sonnenprisma werden opto-mechanische Konstruktionen bezeichnet, mit denen die Beobachtung der Sonne gefahrloser, bequemer und/oder genauer gemacht wird.
Dazu sind mehrere Aspekte zu beachten, die für die Sonnenbeobachtung wesentlich sind:
1. die große Lichtfülle -- Notwendigkeit eines oder mehrerer geeigneter Filter oder sonstiger Dämpfungsmaßnahmen
2. die Hitzeentwicklung -- Schutz vor Zerspringen zum Beispiel des Fernrohr-Okulars oder des Filters
3. die mögliche Abschattung von störendem seitlichem Tageslicht bzw. wirksamer Blenden
4. und je nach Konstruktion weitere Aspekte (thermische Stabilität des Instruments, Fotografie etc.)

Bekannte Systeme von Sonnenprismen stammen von 
- dem Optiker Rudolf Brandt (Sternwarte Sonneberg, ca. 1950) mit flachliegendem Prisma (Optik) und besonders effektiver Hitzevermeidung
- dem Geodäten Brar Roelofs (Niederlande?, ca. 1955) für Sonnenazimut-Messung mit Theodoliten
- einigen Konstrukteuren von großen Sonnenteleskopen.

Siehe auch: Tagbeobachtung, Sonnenaktivität, Coelostat